# JoosuC
JoosuC（本名バクジュソク、1978年10月30日ソウル市生まれ）は、韓国のヒップホップのラッパー兼プロデューサーである。
2008年時点、101 Entertainmentに所属しており、5番目の正規アルバムを準備中。
幼い頃日本に住んでいた経験のために日本語が流暢で、日本のアーティストとの交流もたまにしている。現在は建国大学校人文科学部を休学しており、新しいアルバムを作業している。
日本での活動はZEEBRAやMacchoなど日本人アーティストをフィーチャリングしたこともある。
97年にヒップホップを始めたJoosuCは、「ヒップホップ界のフロンティア」「ヒップホップ戦士」と呼ばれるほどアンダーグランドヒップホップ界で独歩的なラッパーとして落ち着いた。特に、注目されたナイキ広告音楽、マックドナールドグローバルキャンペーン「I'm Lovin' It」の広告音楽にも韓国アーティストを代表して参加した。

## アルバム
- 2000年11月 - Only the Strong Survive EP
- 2001年9月17日 - Beatz 4 da Streetz LP
- 2002年7月15日 - Welcome to the Infected Area LP
- 2003年11月18日 - Superior vol.1 - This Iz My Life LP
- 2005年8月3日 - Superior vol.2 - Seoul City 's Finest LP

## その他の活動
- Nikeのグローバルキャンペーン"Flow"参加
- EAスポーツのゲームNeed for Speedシリーズの共同プロモーションパートナー
- 2004年Pumaとのアルバム、ライブパフォーマンスThis Iz My Live共同プロモーション
- BATのクラブツアーのメインアーティスト
- Tommy Jeansファッションショーのメインアーティスト
- 子供保護財団の会長
- 産業資源省エネルギー、公共サービス広告モデル
- 2005年Heineken Thirst広報大使
- 2005年京畿道訪問の年広報大使
- オンラインヒプフプゲームFree Styleの音楽制作
- NHKラジオ番組のテーマ音楽の制作
- Hiphop the Vibeをはじめとする多くのケーブル放送VJ。
- ファッションブランドBlood Brovasを運営。